# Eduard Mecko
Eduard Mecko (20. září 1915 Poprad – 9. července 2002 tamtéž) byl slovenský fotbalový obránce, trenér, podnikatel a holič.

## Hráčská a trenérská kariéra
V československé lize hrál za AC Sparta Považská Bystrica, aniž by skóroval. Za druhé světové války hrál slovenskou ligu za Ružomberok a Vrútky.
Fotbal si oblíbil již v dětství. Vynikal technikou a houževnatostí, ve věku 15 let se stal hráčem popradské Snahy. Hrál také v Liptovském Mikuláši a Opavě. Po druhé světové válce se vrátil do Popradu, kde jako hráč a trenér působil v klubech ŠK Poprad, Vagónka Poprad a Dukla Poprad. Trénoval také v popradské městské části Matejovcích, kde vedl mládež.

### Prvoligová bilance
| Ročník             | Zápasy | Góly | Minuty | Klub                        |
| ------------------ | ------ | ---- | ------ | --------------------------- |
| I. liga 1945/46    | –      | 0    | –      | AC Sparta Považská Bystrica |
| CELKEM I. ČS. LIGA | –      | 0    | –      |                             |